# Manuel Leindekar

a Compétitions nationales et continentales officielles uniquement.

b Matchs officiels uniquement.
Dernière mise à jour le 2 février 2023.
Manuel Leindekar, né le 23 avril 1997 à Montevideo (Uruguay), est un joueur de rugby à XV international uruguayen évoluant principalement au poste de deuxième ligne. Il évolue au sein du club d'Oyonnax Rugby depuis la saison 2024-2025.

## Carrière

### En club
Manuel Leindekar commence le rugby à l'âge de huit ans avec le Old Boys Club, un club amateur de sa ville natale évoluant dans le championnat national.
En 2015, il effectue une semaine d'essai avec le club français de l'US Oyonnax (aujourd'hui Oyonnax Rugby) qui évolue en Top 14. L'essai se révélant concluant, il signe ensuite un contrat espoir de trois saisons avec le club de l'Ain,.
Il joue d'abord en Espoir, avant de faire sa première apparition avec les professionnels le 20 octobre 2017 en Challenge européen contre le CA Brive,. Il joue un total de trois rencontres en Challenge européen lors de cette saison, mais ne joue aucun match en Top 14.
Lors de la saison suivante, Oyonnax est relégué en Pro D2, et Leindekar obtient davantage de temps de jeu, disputant quatorze matchs (tous comme titulaire) dont la demi-finale perdue face à l'Aviron bayonnais,. En janvier 2019, il prolonge son contrat pour trois saisons supplémentaires.
En 2022, il quitte Oyonnax après sept saisons et s'engage avec l'Aviron bayonnais, récemment promu en Top 14, sur la base d'un contrat de deux ans.

### En équipe nationale
Manuel Leindekar a joué avec l'équipe d'Uruguay des moins de 20 ans en 2015 et 2017 dans le cadre du trophée mondial junior.
Il fait ses débuts en équipe d'Uruguay lors du Championnat d'Amérique du Sud 2017, à l'occasion d'un match contre l'Équipe du Paraguay le 13 mai 2017. Il participe ainsi à la victoire de son équipe dans ce tournoi, importante dans le cadre de la qualification pour la coupe du monde 2019. Il joue ensuite le barrage aller-retour contre le Canada, pour une place en Coupe du monde. Avec deux victoires, sur le score de 29-38 à Vancouver et de 32-31 à Montevideo, l'Uruguay décroche sa qualification pour la Coupe du monde 2019.
En 2019, il est retenu dans la liste de 31 joueurs pour disputer la Coupe du monde 2019 au Japon. Il dispute quatre matchs lors de la compétition, dont la victoire historique contre les Fidji.
En octobre 2021, il participe à la qualification de son équipe pour la Coupe du monde 2023 lors d'une rencontre aller-retour contre les États-Unis,.

## Palmarès

### En équipe nationale
- Vainqueur du Championnat d'Amérique du Sud en 2017.

## Statistiques internationale
- 25 sélections avec l'Uruguay depuis 2017.
- 5 points (1 essai).